# Lumpkin County
Lumpkin County is een county in de Amerikaanse staat Georgia.
De county heeft een landoppervlakte van 737 km² en telt 21.016 inwoners (volkstelling 2000). De hoofdplaats is Dahlonega.

## Bevolkingsontwikkeling

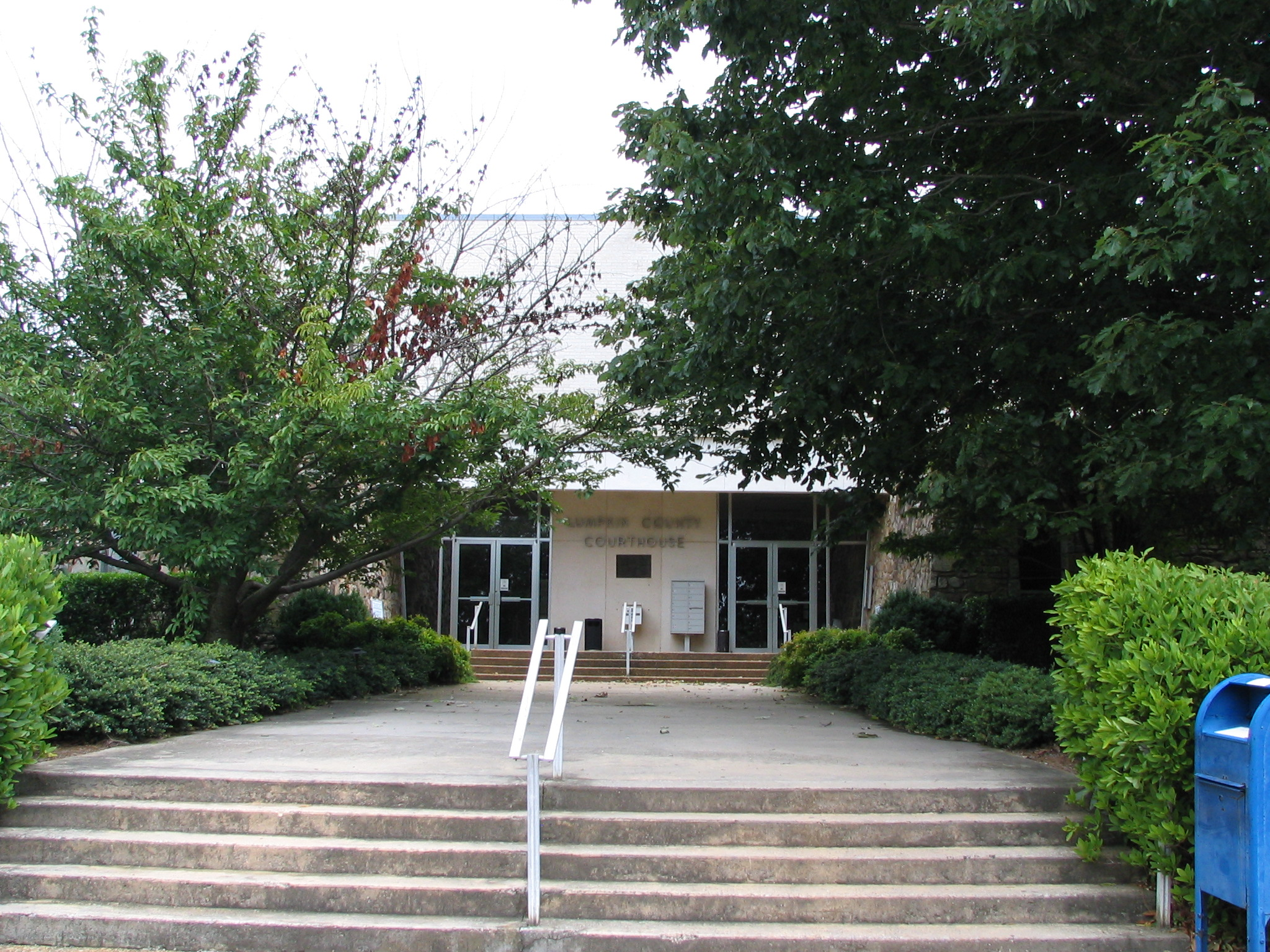
Lumpkin County Courthouse